# Potsdamer Platz
De Potsdamer Platz is een van de bekendste pleinen in het centrum van Berlijn en tevens een belangrijk verkeersknooppunt. Het plein is genoemd naar de nabijgelegen stad Potsdam.
In 1838 werd net buiten de oude stadsmuren van Berlijn, bij de Potsdamer Tor, een station aangelegd voor de eerste spoorlijn in Pruisen, van Berlijn naar Potsdam. Voor de Tweede Wereldoorlog was het een levendig plein, maar na de oorlog was de bebouwing grotendeels verwoest.
Omdat een groot deel van het plein op Oost-Berlijns grondgebied lag kwam de herbouw niet op gang. In 1961 werd de Berlijnse Muur dwars over het plein aangelegd. Wat er aan bebouwing over was, werd door het DDR-regime afgebroken. Ter hoogte van de Potsdamer Platz was de afstand tussen de binnenmuur en de buitenmuur het grootst. Saillant detail is dat tot 1989 net ten noorden van de Potsdamer Platz een stuk Oost-Berlijns grondgebied ten westen van de Muur lag, namelijk de Lenné-Dreieck. Dit driehoekig stuk land tussen de Ebertstraße, de Lennéstraße en de Bellevuestraße, behoorde tot Oost-Berlijn, maar was van het oosten afgesloten doordat de Muur de kortst mogelijke route van de Potsdamer Platz naar de Brandenburger Tor volgde, namelijk via de Ebertstraße.
Na de afbraak van de Muur in 1989 ontstond de grootste bouwput van Europa. In 1990 werd op de nog zanderige vlakte een rockconcert van Roger Waters opgevoerd: The Wall. Er werden vervolgens veel nieuwe gebouwen neergezet op de lege vlakte die was ontstaan. Voorbeelden hier van zijn:
- het Daimler-Chrysler Quartier
- het Sony-Center
- de BahnTower, waarin het hoofdkantoor van Deutsche Bahn gevestigd is
- het Beisheim-Center

Het plein staat bekend om zijn vele theaters, filmhuizen en bioscopen. Er zijn onder andere twee IMAX-bioscopen gevestigd met het grootste bioscoopscherm van Duitsland, waar films in 3D kunnen worden bekeken.
De voormalige loop van de Berlijnse Muur is op sommige plaatsen met stenen in het wegdek aangegeven.

## Bereikbaarheid
Onder het plein ligt het station Potsdamer Platz, dat door middel van de Tiergartentunnel op het spoornet is aangesloten. Sinds 28 mei 2006 stoppen er regionale treinen; daarvoor was het alleen een S-Bahnstation. Het plein is ook te bereiken met de metro (lijn U2) en diverse buslijnen.

## Galerij

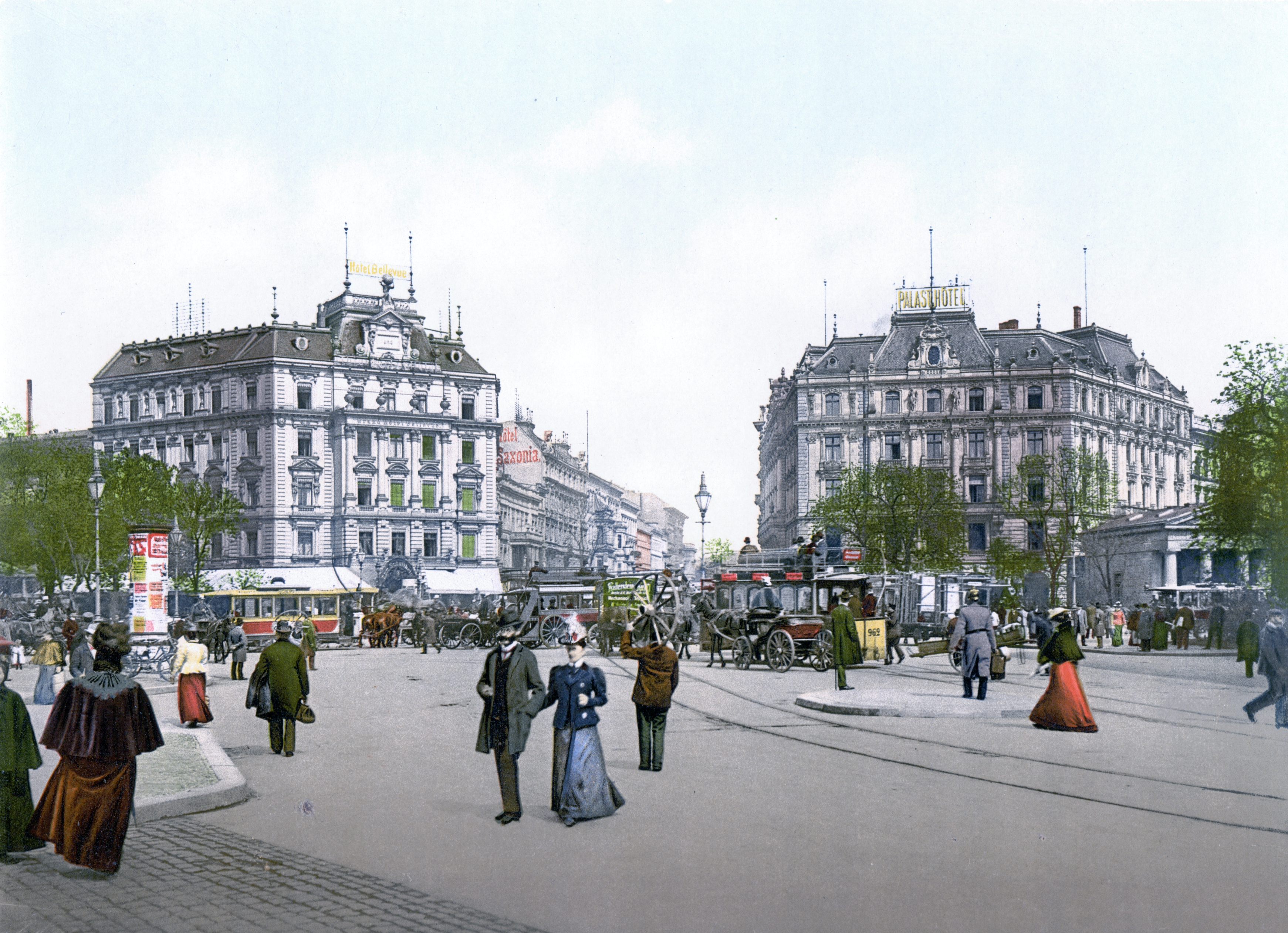
Het plein rond 1900
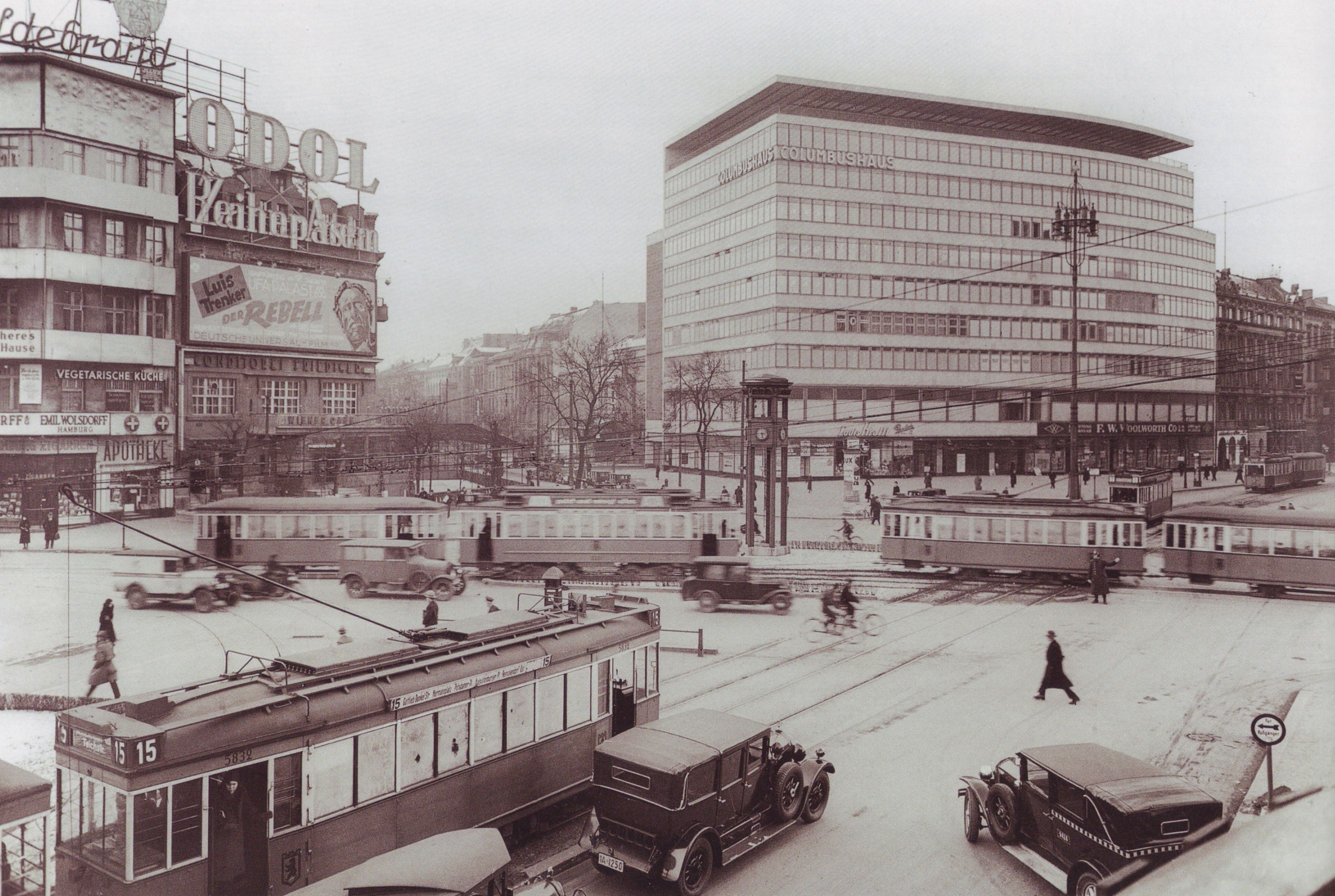
Het plein in 1932
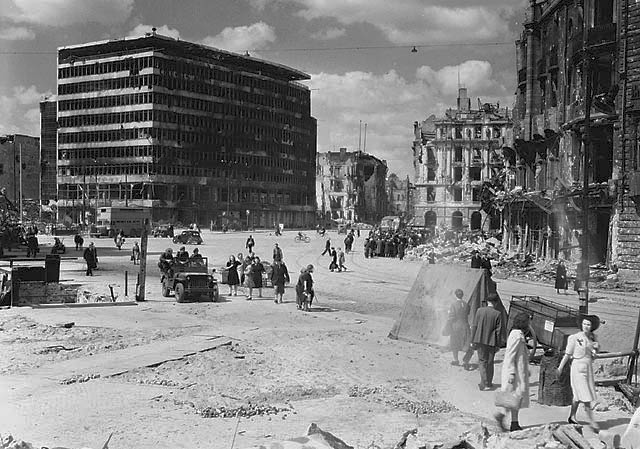
Het verwoeste plein op 9 juli 1945
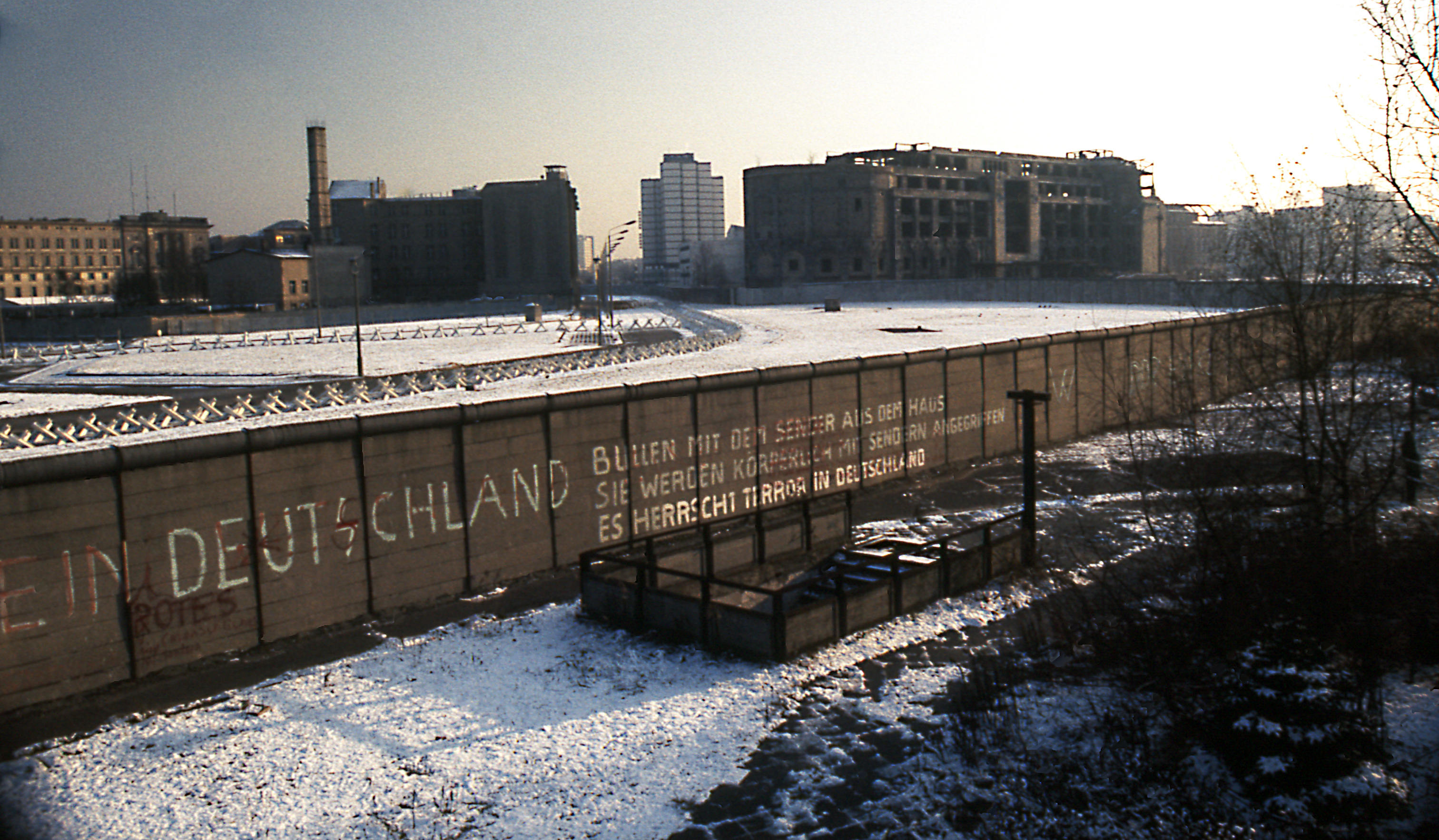
Berlijnse Muur op de Potsdamer Platz in 1975
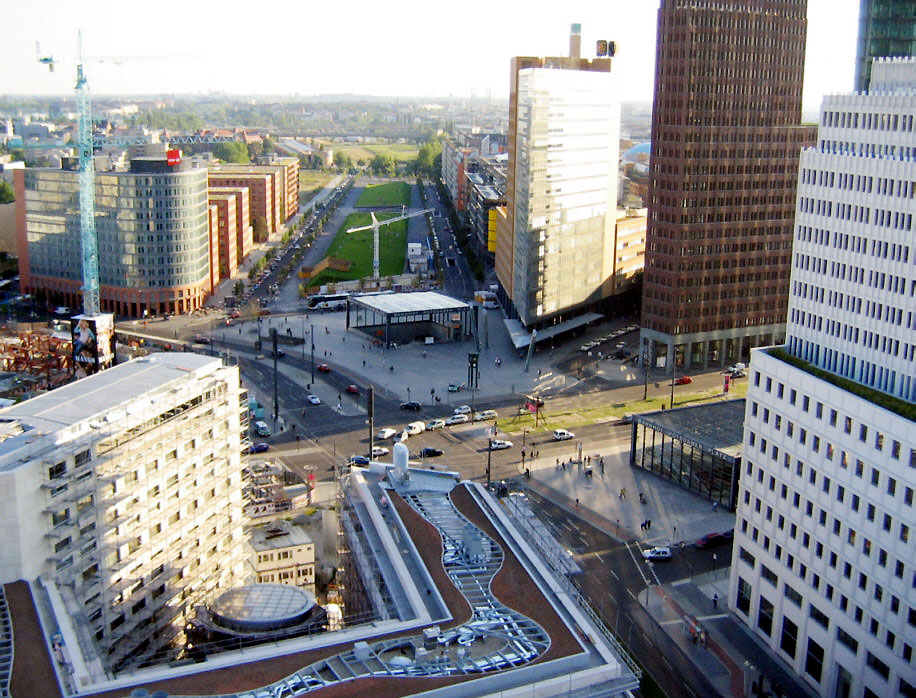
Potsdamer Platz in 2004
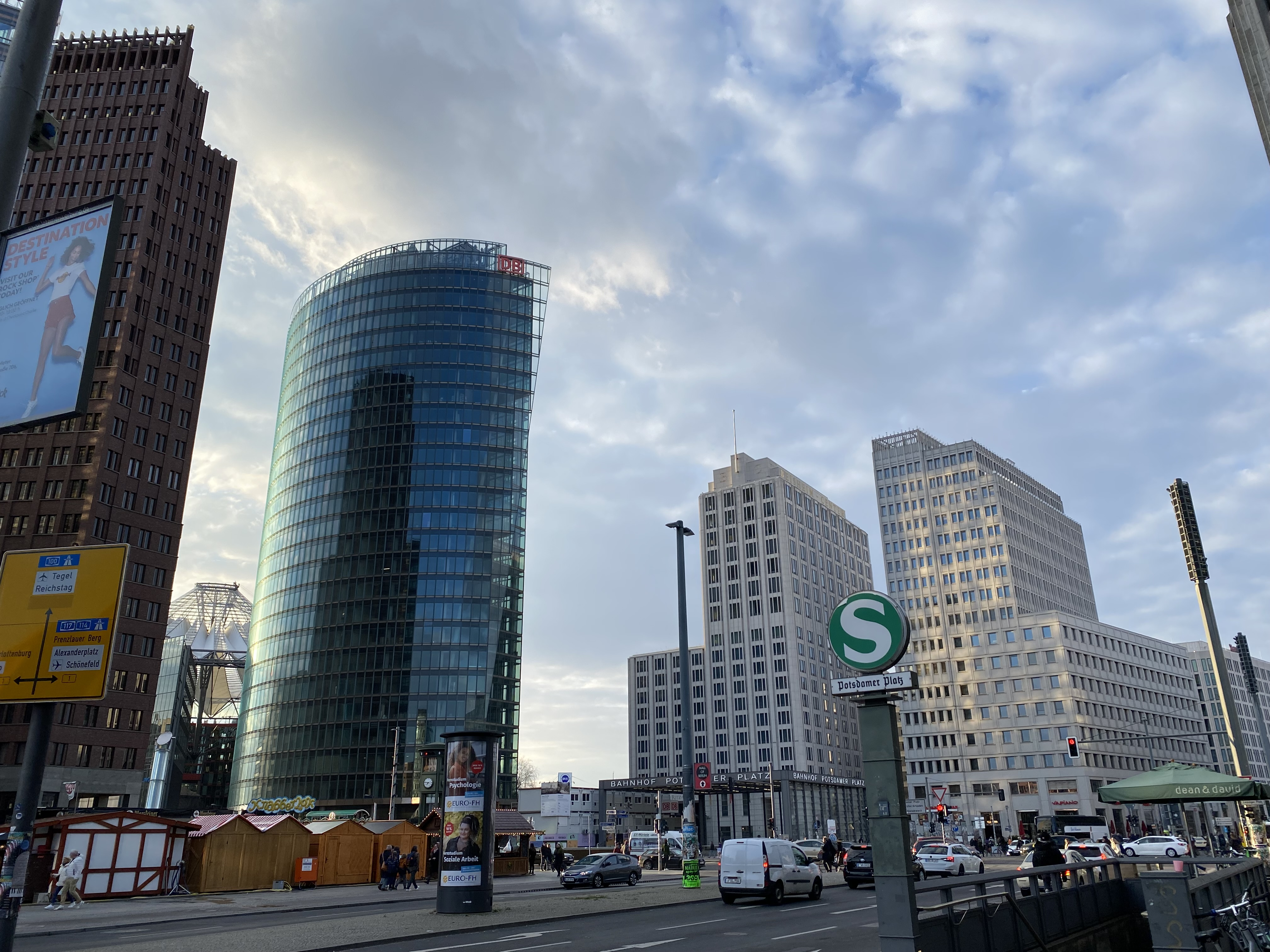
Potsdamer Platz in 2023